# Aérodrome de Mansons Landing
L'aérodrome de Mansons Landing est un aérodrome situé en Colombie-Britannique, au Canada.